# Planigale tenuirostris
El planigalo de hocico estrecho (Planigale tenuirostris) es un marsupial de la familia de los dasiúridos.
Se alimenta de arañas y de insectos como escarabajos, grillos, saltamontes y polillas. 
Se área de distribución comprende casi toda  Australia: habita en Nueva Gales del Sur, Queensland, Australia del Sur y el Territorio del Norte.